# Grupo Aéreo Europeu
O Grupo Aéreo Europeu (em inglês:  European Air Group, abreviada para EAG) é uma organização independente composta pelas forças aéreas de sete estados membros (Bélgica, Alemanha, França, Grã-Bretanha, Itália, Holanda e Espanha). O EAG está preocupado em melhorar a interoperabilidade entre as forças aéreas do EAG e os seus países parceiros. Isso é feito por meio de vários projetos com o objetivo de desenvolver soluções concretas para problemas em cooperação, a fim de melhorar as capacidades da Força Aérea.    

## História
As origens do EAG remontam à Guerra do Golfo de 1991, na qual os britânicos da Royal Air Force (RAF) e os franceses da Força Aérea Francesa (FAF) trabalharam juntos em várias missões. Essa cooperação continuou em outras missões de apoio às Nações Unidas forças armadas na ex-Iugoslávia e em operações na Bósnia e Herzegovina.
A experiência levou a uma crescente conscientização na França e no Reino Unido de que um novo serviço seria necessário para melhorar a interoperabilidade. Como resultado, na Cimeira de Chartres em 1994, foi anunciada a intenção de criar o Grupo Aéreo Franco-Britânico Europeu (FBEAG), que ocorreu em 1995 numa cerimônia conjunta com participação do Presidente francês  Jacques Chirac e do primeiro-ministro britânico John Major quando foi batizado oficialmente. Desde o início, a palavra "europeu" foi incluída no título da organização, de modo que o caminho para a adesão de outras nações permaneceu aberto.
No curso posterior, decidiu-se ganhar outras nações para a cooperação, o que provou ser o catalisador para um acordo mais permanente. A Itália foi o primeiro país a se inscrever. Outros países logo se seguiram. Em 1 de janeiro de 1998, o nome FBEAG foi finalmente alterado para "European Air Group" (EAG). Pouco depois, o prédio de serviço recém-construído foi oficialmente inaugurado em junho de 1998 pelo então Ministro da Defesa britânico George Robertson na base da RAF em High Wycombe.
O novo EAG foi aprovado pelos ministros francês e britânico Alain Richard e George Robertson, que assinaram conjuntamente o Acordo Intergovernamental em 6 de julho de 1998. Esta data marca a entrada formal em serviço do EAG, que rapidamente se expandiu por meio de um acordo, o Protocolo de Emendas, assinado em 16 de junho de 1999, que permitiu que novos membros ingressassem e alcançassem a atual composição de sete estados membros: Bélgica, Alemanha, França, Reino Unido, Itália, Países Baixos e Espanha. 

## Projetos e engajamento
O EAG trabalha em muitos projetos e atividades, passados e presentes. Um projeto EAG é algo que tem um começo e um fim bem distintos. Uma atividade EAG é algo que ocorre regularmente, por exemplo, havendo série de cursos de treinamento que são ministrados pelo EAG. São os seguintes os projetos e atividades desenvolvidos pelo EAG:
- Operações Aéreas
- Sistema de Comunicações e Informações (CIS) / Cyber
- Proteção da Força
- Logística
- Médico
- Exercício VOLCANEX
- Engajamento
- Programa Combinado de Interoperabilidade Aérea - Combined Air Interoperability Programme (CAIP)

## Organização
O European Air Group (EAG) é liderado pelo EAG Steering Group (SG), que é formado pelos chefes das forças aéreas das sete nações. Eles se reúnem uma vez por ano para discutir questões relacionadas às tarefas do EAG em alto nível e para emitir instruções.
Na base da RAF High Wycombe, na Grã-Bretanha, há uma equipe militar permanente de 30 funcionários - 24 oficial e 6 sargentos - estabelecida. Eles são responsáveis pela implementação e coordenação das atividades do EAG.
O EAG é chefiado pelo Diretor do EAG (DEAG), o chefe da Força Aérea de uma das nações do EAG. Uma vez que permanece na sua Sede nacional, o EAG opera sob a direção do Diretor Adjunto do EAG (DDEAG), um Brigadeiro que é o chefe do EAG em High Wycombe.
Na coordenação dos processos de trabalho diários, o DDEAG é apoiado pelo Chefe de Gabinete (COS), que implementa as orientações, orientações e iniciativas em projetos, tarefas e atividades detalhados dos colaboradores da EAG.

## Integrantes

### Nações membros
- Reino Unido (1995)[1]
- França (1995)[1]
- Itália (2000)[11]
- Alemanha (2001)[11]
- Países Baixos (2001)[11]
- Espanha (2002)[11]
- Bélgica (2004)[11]

### Nações Parceiras
- Noruega[12]
- Suécia[12]

### Nações Associadas
- Canadá[12]
- Estados Unidos[12]
- Polónia[12]
- Austrália[12]